# 中華企業射箭聯賽
中華企業射箭聯賽是台灣的射箭聯賽，成立於2019年，由甲山林企業、凱撒集團、寒舍集團、台中銀行、恒耀工業和青年隊組成，並與中華民國射箭協會合作舉辦，是第一個以個人、混雙與團體賽事為主的對抗賽，讓台灣射箭選手能獲得薪資保障並能以賽代訓，及讓更多人認識射箭、觀看射箭比賽。

## 沿革

### 企業聯賽元年
2014年亞運後，曾籌備成立，後因故停擺。2016年奧運和2017年世大運射箭皆奪得佳績，2018年雅加達亞運會我國射箭隊更是大放異彩，獲得兩金、一銀、一銅，祝理事長隨即登高一呼成立企業聯賽，在場獲得體育署高署長及中華奧會林主席應允全力支持並共襄盛舉。
2019年3月6日，中華企業射箭聯盟於喜來登飯店宣布成立計有甲山林企業、凱撒集團、寒舍集團、台中銀行、恒耀工業等五大企業及青年隊共計6支參賽隊伍，同天下午舉行選秀會，選秀結果男狀元鄧宇成、女狀元譚雅婷都花落甲山林企業，同時宣布2019年射箭企業聯賽將於3月30日在國立體育大學體育館展開序幕。
企業隊選手均為在校大學生或社會選手，共計八位選手，男、女各四位(2019年元年每隊需入選社會選手一名，逐年遞增至三名，青年隊選手均為高中在校生)。
賽制採「五戰積分制」，第一點是女子個人賽，第二點男子個人賽，第三點為混雙賽，第四點女子團體賽，第五點為男子團體賽，每位選手每場比賽僅能參加兩項比賽。
季後賽以例行賽積分決定晉級。
2019年歷經例行賽、季後賽、箭尊爭霸戰(分項賽)和至尊盟主賽(冠軍賽)後，寒舍集團奪得年度總冠軍；箭尊爭霸賽由魏均珩、彭家楙分別奪下箭林之王與箭林之后；彭家楙和同屬台南射箭隊的洪晟皓搭擋摘下黃金混雙；凱撒飯店囊括男子天團與女子天團兩大團體獎項。

### 企業聯賽二年
本賽季改採季後挑戰賽，由例行賽第六名挑戰第五名，勝隊挑戰第四名，依此類推依序向上挑戰至第二名，再和例行賽冠軍進行五戰三勝制至尊盟主賽。季前選秀會於2020年1月31日舉行，男女狀元譚雅婷和陳震都花落元年第六名的台中銀行隊，寒舍隊教練郭振維、袁叔琪也參加選秀，賽季期間將身兼選手身分。開幕戰原定於3月7日在新北市市民廣場登場，可惜因為嚴重特殊傳染性肺炎疫情影響兩度延期，最終敲定於5月16日在國立體育大學射箭場正式開幕，也將成為第2項開放觀眾進場的賽事。

### 企業聯賽三年
本賽季例行賽從2年的10輪賽事增加至15輪，例行賽場次共計45場，建立獎金制度和落實主客場制。開幕戰於3月27日在奇美博物館的奧林匹亞草坪隆重登場。

### 企業聯賽四年
本賽季聯賽迎來了彰化銀行射箭隊加入後，使參賽隊伍從6隊成長為7隊。本賽季也首度加入指名權及自由市場交易制度，企業三年的至尊盟主新竹愛山林射箭隊，使用了指名權讓亞運國手郭紫穎加入陣容。企業4年的選秀於2022年2月25日舉行，國體大吳昱明被新軍彰化銀行射箭隊選擇，成為本賽季的選秀狀元。本賽季的開幕戰於3月26日於國立體育大學射箭場舉行，今年聯賽也推出新的標語「企聯射箭，屏氣凝神與你相箭！」。

### 企業聯賽六年
本賽季聯賽參賽隊伍一樣為7隊。企業4年的選秀於2024年2月17日舉行，張譯中被台中銀行射箭隊選擇，陳玟馨被新北凱撒射箭隊選擇，成為本賽季的男女選秀狀元。本賽季的開幕戰於4月13日於國立體育大學射箭場舉行。

## 隊伍成員

### 元年
- 新竹愛山林：譚雅婷、林詩嘉、古云飛、方婉婷、鄧宇成、王厚傑、徐任蔚、郭佳龍
- 台南射箭隊(恒耀工業)：彭家楙、林芝渝、申慧筑、張心瑀、羅偉旻、羅正偉、龍文昱、洪晟皓
- 寒舍集團：林佳恩、高佳萍、劉詩翎、謝和均、魏均珩、林昱辰、陳信夫、陳政鴻
- 台中銀行：林昱萱、呂岱凌、王方辰、黃湘婷、高浩文、田剛、郭品宏、黃冠中
- 凱撒集團：雷千瑩、蔡雨芝、白依婷、詹紫媚、饒廷宇、林育震、陳緯杰、王正邦
- 中華青年隊：蘇思蘋、葉昱琛、隋昀瑾、張容嘉、湯智鈞、游輝彥、陳昭升、戴宇軒

### 二年
- 台中銀行：譚雅婷、潘明佳、張容嘉、王方辰、陳震、崔建、高浩文、郭品宏
- 新竹愛山林：林昱萱、白依婷、羅筱媛、林詩嘉、方婉婷、李諺宥、韓勻謙、許權譯、王正邦、鄧宇成、林子翔
- 凱撒飯店：呂岱凌、林芝渝、雷千瑩、詹紫媚、陳信夫、龍文昱、游輝彥、許銘漢、饒廷宇
- 台南射箭隊(恒耀工業)：張心瑀、古云飛、徐子芸、彭家楙、葉昱琛、李金糖、陳昭升、洪乙軒、洪晟皓、羅正偉
- 寒舍集團：蔡佩綺、謝和均、袁叔琪、林佳恩、高佳萍、邱顯傑、林一石、郭振維、魏均衍、余冠燐
- 協會青年隊：

### 三年
- 新北凱撒：雷千瑩、陳信夫、呂岱凌、林芝渝、饒廷宇、詹紫媚、葉秀婷、游輝彥、許家豪
- 寒舍集團：林佳恩、魏均珩、劉世瑋、蔡佩綺、高佳萍、謝佩絹、余冠燐、邱顯傑
- 新竹市愛山林：張容嘉、黃冠中、林詩嘉、鄧宇成、謝汶芯、陳宸、林子翔
- 台南射箭隊：彭家楙、洪晟皓、葉昱琛、羅正偉、王方辰、劉詩翎、林彩瑜、李金糖、吳堃嘉
- 協會青年隊：施孟君、戴宇軒、李品軒、郭昱承、邱意晴、田文慈、吳昱明、蔡熏毅
- 台中銀行：譚雅婷、楊恢哲、隋昀瑾、崔建、王昕婕、范姜益鴻

### 四年
- 彰化銀行：吳昱明、張心怡、劉虹均、索煒哲
- 台中銀行金隼：方婉婷、吳宜霈、高浩文、楊恢哲、范姜益鴻、譚雅婷、李安晴、田韻平
- 新竹市愛山林：郭紫穎、鄧宇成、林子翔、陳宸、黃冠中、林詩嘉、張容嘉、蔡雨芝
- 台南射箭隊：施孟君、田文慈、蕭凱源、洪晟皓、羅正偉、李金糖、吳堃嘉、王方辰、劉詩翎、葉昱琛
- 新北凱撒：戴宇軒、柯庭風、陳信夫、許家豪、雷千瑩、呂岱凌、詹紫媚
- 寒舍集團：蘇于洋、林季螢、袁叔琪、郭振維、魏均珩、林佳恩、余冠燐、蔡佩綺、邱顯傑、謝佩涓
- 協會青年隊：

### 六年
- 台中銀行金凖：張譯中、陳致廷、林育淵、范姜益鴻、譚雅婷、田韻平、蘇芯羽、李采璇、蘇奕云
- 新濠建設：蔡明修、羅正偉、李金糖、郭昱承、洪晟皓、彭家楙、劉詩翎、施孟君、田文慈
- 新竹市愛山林：李安晴、張庭瑜、林嘉妤、林子旭、柯凱焱、林子翔、蔡薰毅、陳信夫、郭紫穎、吳宜霈
- 彰化銀行：余冠燐、黃筱芸、鄧宇成、楊凱涵、吳昱明、邱意晴、張心怡、劉虹均、李彩綺
- 新北凱撒：陳玟馨、戴宇軒、黃立承、鄭祥輝、楊宗翰、雷千瑩、隋昀璟、詹紫媚
- 寒舍集團：王芯柔、魏均珩、蘇于洋、楊恢哲、劉泰言、林佳恩、謝佩涓、方婉婷

## 各屆賽況
| 屆次  | 舉辦年份 | 參賽隊伍數 | 冠軍       | 箭林之王           | 箭林之               | 黃金混雙                     | 選秀狀元                               |
| ----- | -------- | ---------- | ---------- | ------------------ | -------------------- | ---------------------------- | -------------------------------------- |
| 第1屆 | 2019年   | 6          | 寒舍集團   | 魏均珩（寒舍集團） | 彭家楙（台南射箭）   |                              | 譚雅婷、鄧宇成（新竹愛山林）           |
| 第2屆 | 2020年   | 6          | 寒舍集團   | 高浩文（台中銀行） | 彭家楙（台南射箭）   | 譚雅婷、崔建（台中銀行）     | 譚雅婷、陳震（台中銀行）               |
| 第3屆 | 2021年   | 6          | 新竹愛山林 | 魏均珩（寒舍集團） | 蘇思敏（協會青年隊） | 雷千瑩、饒廷宇（新北凱撒）   | 隋昀瑾（台中銀行）、許家豪（新北凱撒） |
| 第4屆 | 2022年   | 7          | 新北凱撒   | 魏均珩（寒舍集團） | 郭紫穎（新竹愛山林） | 劉泰言、蘇思敏（協會青年隊） |                                        |
| 第5屆 | 2023年   |            | 新北凱撒   |                    |                      |                              |                                        |
| 第6屆 | 2024年   |            |            |                    |                      |                              |                                        |